# مقاطعة فريمونت (كولورادو)
مقاطعة فريمونت (بالإنجليزية: Fremont County)‏ هي إحدى مقاطعات ولاية كولورادو في الولايات المتحدة الأمريكية.